# 피가름
피가름(피갈음)교리는 새주파 교주 김성도 (종교인)(권사, 1882~1944)의 주장에서 비롯된 것으로 알려지고 있다. 

## 주요 내용
창세기 에덴 동산에서 죄의 뿌리로 기록된 선악과 범죄는 '선악과'라는 과일을 따먹은 것이 아니라 타락한 천사와 하와사이의 음란, 즉 성관계라고 해석한다. 
이로 인해 유전된 사탄의 더러운 피를 죄가 없는 구원자의 깨끗한 피를 받아 바꾸어야 구원받을 수 있다고 주장한다.

## 전승
김성도로부터 비롯된 것으로 알려진 소위 피가름(피갈음)교리는 정득은의 '생의 원리', 김백문의 '기독교 근본원리', 통일교 문선명의 '원리강론', 전도관 박태선의 '오묘' 등에서 다양하게 재해석되어 전승되었음이 발견된다.